# Elvis Álvarez
Elvis Álvarez est un boxeur colombien né le 2 février 1965 et mort le 16 juillet 1995 à Medellín.

## Carrière
Passé professionnel en 1983, il devient le premier champion du monde des poids mouches WBO le 3 mars 1989 en battant aux points Miguel Mercedes puis laisse sa ceinture vacante l'année suivante. Le 14 mars 1991, Álvarez s'empare du titre WBA après sa victoire aux points contre Leopard Tamakuma mais le perd dès le combat suivant face à Kim Yong-kang le 1er juin 1991. Il met un terme à sa carrière de boxeur après une autre défaite le 8 janvier 1994 contre Junior Jones, champion WBA des poids coqs, sur un bilan de 31 victoires, 8 défaites et 3 matchs nuls et meurt un an et demi plus tard lors d'une fusillade.